# Ievmînka, Kozeleț
Ievmînka (în ucraineană Євминка) este o comună în raionul Kozeleț, regiunea Cernihiv, Ucraina, formată numai din satul de reședință.

## Demografie
Componența lingvistică a comunei Ievmînka
     Ucraineană (98,85%)
     Rusă (1,15%)
Conform recensământului din 2001, majoritatea populației comunei Ievmînka era vorbitoare de ucraineană (98,85%), existând în minoritate și vorbitori de rusă (1,15%).